# China Team
China Team est le premier syndicat chinois participant à la Coupe de l'America. Ses propriétaires sont Chaoyang Wang et la société Le Défi d'origine française qui a géré la participation des défis français en 2000 et 2003.
Le syndicat China Team a construit le premier Class America chinois, dénommé Longtze (qui signifie « le fils du dragon » en chinois), numéro de voile CHN95, engagé dans les régates de la Coupe de l'America en 2007. Longtze s'est illustré en battant  le bateau américain de l'équipe BMW ORACLE RACING, l'un des favoris de l'épreuve. Pierre Mas a été le barreur et skipper de Longtze. Neuf jeunes marins chinois ont couru pour la première fois les régates de la Coupe de l'America entre 2005 et 2007.
Ce syndicat succède au syndicat français Le Défi avec lequel il s'est associé.

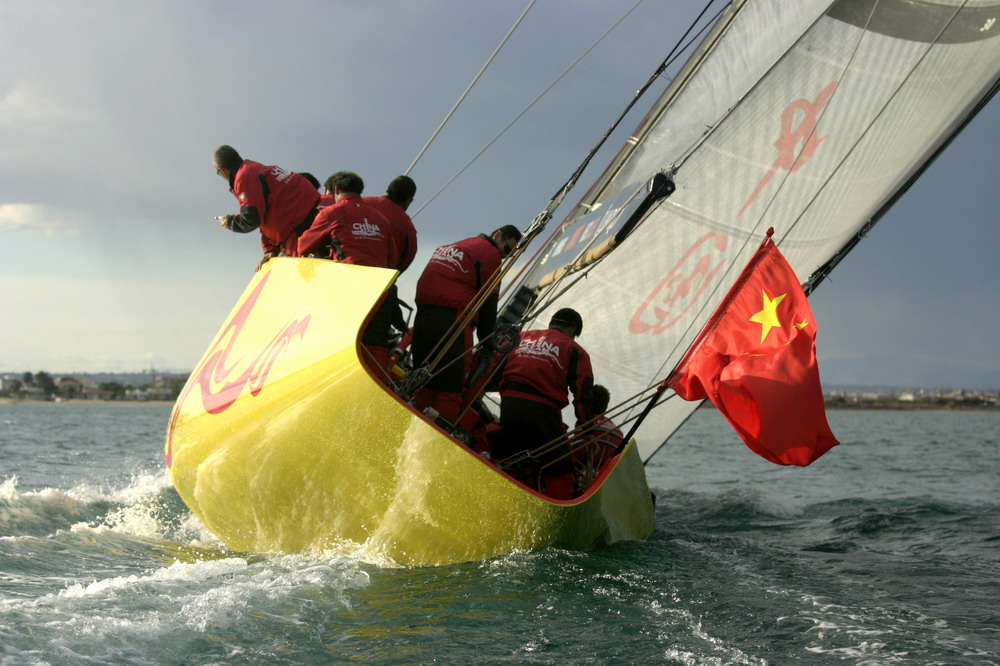
Première sortie du CHN95 Longtze

Longtze a donné son nom à une classe de bateaux de course de type sportboats, les Longtze Premier, développée en Europe et en Asie.